# Церковь Святого Юрия (Кремяница)
Костёл Святого Юрия (бел. Касцёл Святога Юрыя) — католический храм в деревне Кремяница, Гродненская область, Беларуси. Относится к Волковысскому деканату Гродненского диоцеза. Памятник архитектуры в стиле ренессанс, построен в 1617—1620 годах. Храм включён в Государственный список историко-культурных ценностей Республики Беларусь.
Историческое имя храма — храм св. Юрия, однако в связи с тем, что современный католический приход носит имя Божьего Тела иногда к храму применяется двойное имя — Божьего Тела и Святого Юрия.

## История
Первое упоминание о деревне Кремяница относится ко второй половине XV века, она вплоть до XVII века принадлежала роду Юндиллов (Юндилловичей). В начале XVII века в результате брака наследницы Эльжбеты Юндилл с представителем рода Вольских Кремяница перешла к Вольским.
В 1617—1620 годах витебский каштелян Николай Вольский пригласил в Кремяницу монахов из ордена латеранских каноников (ветвь августинцев) и построил в деревне католический храм святого Юрия. Монастырь в Кремянице стал первым монастырём латеранских каноников на территории современной Беларуси. В храме сохранилось надгробие XVII века Николая Вольского и его жены Барбары. Храм был освящён 8 июля 1657 года.
После подавления восстания 1830 года большинство католических монастырей на территории современной Беларуси было закрыто, аналогичная участь постигла в 1832 году и кремяницкий монастырь латеранских каноников. Храм св. Юрия стал обычным приходским.
Во время Великой Отечественной войны один из корпусов бывшего монастыря латеранских каноников был разобран немцами, в другом корпусе после войны была открыта школа, что позволило ему сохраниться до наших дней.

## Архитектура

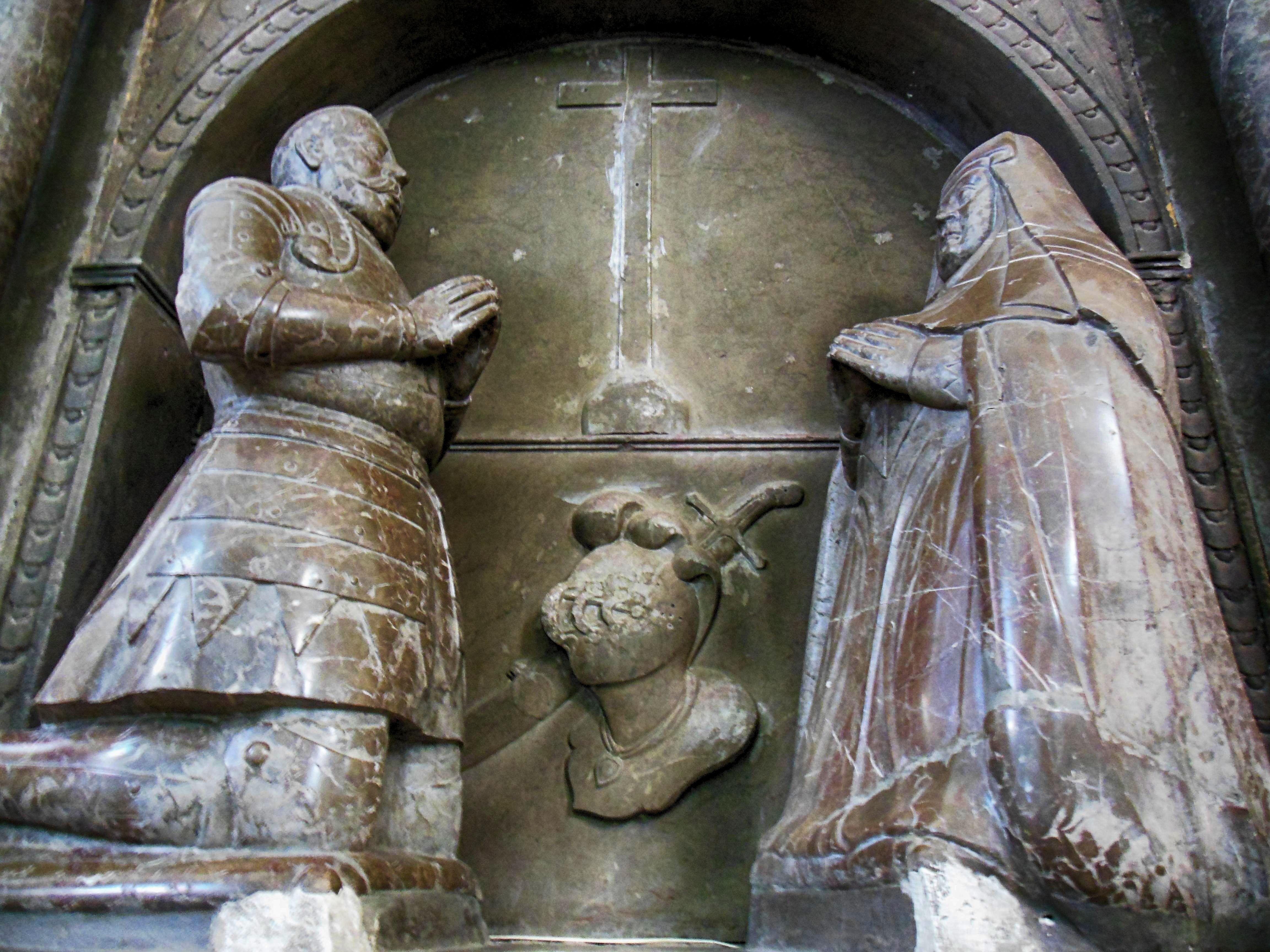
Надгробие Вольских

Храм св. Юрия — памятник архитектуры ренессанса, представляет собой однонефный, безбашенный храм. Прямоугольный в плане объём с полукруглой апсидой накрыт общей двускатной крышей. Главный фасад завершён ступенчатым фронтоном, тимпан которого расчленён плоскими пилястрами и отделан аркатурным нишами. В конце XVIII века в храму пристроен низкий притвор в стиле классицизм. Стены укреплены мощными пилонами-контрфорсами, между которыми на боковых фасадах высоко подняты арочные оконные проемы.
Зал перекрыт готическим нервюрным сводом. Двухъярусные центральный и два боковых алтаря решены в стиле барокко. Сохранился амвон первой половины XVII века. Главной достопримечательностью интерьера является мраморное скульптурное надгробие основателей костёла Николая Вольского и его жены Барбары, которое выполнено после 1623 года в стиле ренессанс: в арочной нише расположен горельефные изображения коленопреклоненного Николая в рыцарских доспехах и Барбары в монашеской одежде.
Во второй половине XVIII века была возведена отдельно стоящая четвериковая каменная колокольня. К XIX веку относится окружающая храм ограда из бутового камня с брамой-колокольней.